# Route des Panoramas
De Route des Panoramas is een bewegwijzerde toeristische autoroute in Wallonië. De 50 kilometer lange route door de Ardennen is bewegwijzerd met zeshoekige borden. De route loopt door Trois-Ponts, Wanne, Rochelinval, Reharmont, Brume.